# Liste der Straßen in Essen-Haarzopf
Die Liste der Straßen in Essen-Haarzopf beschreibt das Straßensystem im Essener Stadtteil Haarzopf mit den entsprechenden historischen Bezügen.

## Einführung und Überblick
In Essen-Haarzopf leben 6939 Einwohner (30. September 2022) auf einer Fläche von 4,27 Quadratkilometern. Haarzopf hat den Postleitzahlenbezirk 45149.
Nördlich der Hatzper Straße, die den Stadtteil von Südwest nach Nordost durchläuft, wurde die Straßennamengruppe nach alten Flurnamen angelegt. Die Straßennamen orientieren sich an den Flurnamen der ersten Katasteraufnahmen aus den Jahren 1819 bis 1822.
In einer Wohnsiedlung im Westen von Haarzopf, südlich der Hatzper Straße, erfolgte die Straßenbenennung nach Tieren aus dem Epos Reineke Fuchs von Johann Wolfgang von Goethe.
Die Stadtteilgrenze verläuft im Uhrzeigersinn im Norden beginnend grob folgendermaßen:
 Sie führt vom Kreisverkehr an der Humboldtstraße nach Osten über die Fulerumer Straße und den Schlingmannweg, etwa dem Bachverlauf folgend zum Tommesweg und weiter zur Straße Spielkampshof, weiter in südlicher Richtung zur vor die Bundesautobahn 52, die in südwestlicher Richtung bis zum Roßkothenweg die Grenze bildet, aber nicht zu Haarzopf gehört. Vom Roßkothenweg verläuft sie in nördlicher Richtung über den Bereich des Flughafens Essen-Mülheim, die Lilienthalstraße querend über die Straße Dellberg und weiter über den Haarscheidberg bis zurück zum Kreisverkehr an der Humboldtstraße.
In Haarzopf gibt es 55 benannte Verkehrsflächen, darunter keinen Platz. Folgende Straßen befinden sich dabei nur teilweise im Stadtteil:
 Fulerumer Straße, Hatzper Straße, Humboldtstraße, Lilienthalstraße, Norbertstraße, Roßkothenweg, Spielkampshof und Stubertal.
Durch den Stadtteil Haarzopf verlaufen
- die Landesstraße L64 auf der Raadter- und der Fulerumer Straße weiter nach Fulerum,
- die Landesstraße L176 nördlich parallel zu Bundesautobahn 52,
- die Landesstraße L132 auf der Hatzper Straße von Schuir weiter nach Mülheim an der Ruhr und
- die Landesstraße L442 auf der Lilienthalstraße von Schuir weiter nach Mülheim an der Ruhr.

## Liste der Straßen
Die nachfolgende Tabelle gibt eine Übersicht über die Straßen und Wege im Stadtteil mit entsprechenden Informationen.
- Name: aktuelle Bezeichnung der Straße.
- Länge/Maße in Metern:
 Die in der Übersicht enthaltenen Längenangaben sind gerundete Übersichtswerte, die in Google Earth mit dem dortigen Maßstab ermittelt wurden. Sie dienen Vergleichszwecken und werden, sofern amtliche Werte bekannt sind, ausgetauscht und gesondert gekennzeichnet.
 Der Zusatz (im Stadtteil) gibt an, dass die Länge die des Straßenabschnitts innerhalb des Stadtteils ist, da die Straße in benachbarte Stadtteile weitergeführt wird.
 Der Zusatz (ohne Stichstraßen) gibt bei verzweigten Straßen die Länge der „Hauptstraße“ an.
 Der Zusatz (alle Straßenabschnitte zusammen) gibt an, dass die Straße so verwinkelt ist, dass keine „Hauptstraße“ besteht. Stattdessen wird die Länge aller Straßenabschnitte zusammengezählt.
- Herleitung: Ursprung oder Bezug des Namens
- Datum der Benennung: amtliche Erstbenennung
- Anmerkungen: zusätzliche Informationen
- Bild: Foto der Straße oder eines anliegenden Objekts

| Name                 | Länge/Maße (in Metern)                               | Herleitung                                                   | Datum der Benennung | Bemerkungen | Bild                                                             |
| -------------------- | ---------------------------------------------------- | ------------------------------------------------------------ | ------------------- | --- | ---------------------------------------------------------------- |
| Alfred-Neuse-Weg     | 100                                                  | Alfred Neuse, Pfarrer                                        | 2. Juni 1984        | Alfred Neuse wurde am 13. Juni 1875 in Dinslaken geboren und war von 1904 bis 1945 erster Pfarrer der neugebildeten evangelischen Gemeinde Haarzopf. Auf seine Initiative geht die Errichtung der Evangelischen Kirche Haarzopf und die Anlage des Pfarrfriedhofs zurück. Neuse starb am 7. Juni 1969 in Haarzopf. Der Alfred-Neuse-Weg ist eine südöstliche Stichstraße des Kirschbaumswegs. |                                                                  |
| Alte Hatzper Straße  | 360                                                  | Lagebezeichnung, Ableitung von Haarzopf                      | 18. Sep. 1968       | Hatzper ist eine alte Form von Hartzappe/Haarzopf. Dabei heißt Appe (eigentlich Apa) „fließendes Gewässer“. Von einigen Sprachwissenschaftlern wird Hartz als „Hirsch“ oder „Wald“ interpretiert. Demnach könnte man Hartzappe als Waldbach oder Hirschbach übersetzen, und es wird vermutet, dass Hirschbach der Bach hieß, der heute durch Haarzopf fließt und Steinbach heißt. Die Alte Hatzper Straße, die Teil der Hatzper Straße war und damit zuvor Haarzopfer Straße und ursprünglich Velauer Straße hieß, zweigt südlich dem heutigen Verlauf der Hatzper Straße von dieser ab und endet vor der hier in den 1960er Jahren errichteten Bundesautobahn 52, die nicht zu Haarzopf zählt, als Sackgasse. | Alte Hatzper Straße 40                                           |
| Alte Raadter Straße  | 680 (alle Straßenabschnitte zusammen)                | ehemalige Gemeinde Raadt                                     | 21. Nov. 1968       | Raadt gehörte nach der Auflösung des Landkreises Mülheim an der Ruhr 1910 vorübergehend zum Landkreis Essen und wurde 1920 in die Stadt Mülheim an der Ruhr eingemeindet, in der sie heute zum Stadtteil Menden-Holthausen gehört. Die Alte Raadter Straße, die zuvor Teil der Raadter Straße war, zweigt südlich der Raadter Straße ab und führt auf die Eststraße. |                                                                  |
| Am Brönngen          | 370                                                  | Am Brömgen (Brönngen), Flurname                              | 14. Mai 1941        | In den Flurbüchern und in der Mutterrolle von 1866 treten die Schreibweisen Am Brömgen und Am Brömchen auf. Die Schreibweise des heutigen Straßennamens ist nicht überliefert. Die Straße Am Brönngen verbindet in einem nordwestlichen Bogen die Straße Folkersbeck mit dem Tommesweg. |                                                                  |
| Am Fichtenbusch      | 170                                                  | Fichtenbusch, Flurname                                       | 11. Jan. 2005       | Die Straße Am Fichtenbusch erschließt ein ab 2005 errichtetes Wohngebiet, dessen Gelände der letzte Rest der Haarzopfer Mark war. Die Namensgebung orientierte sich an den Flurnamen der ersten Katasteraufnahmen aus den Jahren 1819 bis 1822. Dazu gehört auch der Fichtenbusch. Die Straße Am Fichtenbusch verbindet in einem nördlichen Winkel südöstlich die Hatzper Straße mit dem Kirschbaumsweg. |                                                                  |
| Am Haus Stein        | 400                                                  | Haus Stein, Flurname                                         | 21. Sep. 1955       | Der Flurname Haus Stein bezieht sich auf den mittelalterlicher Rittersitz und Sitz der Grundherrschaft Haarzopf, Haus Stein. Die entstellte Schreibweise Am Hausstein ist im Flurbuch von 1826 zu finden. Die Straße Am Haus Stein verbindet den Birkmannsweg mit der Straße Hatzbeeker Mark. |                                                                  |
| Am Pothstück         | 210                                                  | Pothstück, Flurname                                          | 21. Okt. 1938       | Laut dem Pachtbuch des Stifts Werden aus den Jahren 1589/90 war Herman upm Hoeckelenkalten abgabepflichtig mit einem Stück Land genompt dat Poitstück. In der Mutterrolle von 1826 steht, dass Wilhelm Birkmann Ackerland am Pothstück besaß. Die Straße Am Pothstück verbindet in einem nordwestlichen Bogen die Straße Hatzbeeker Mark mit der Straße Auf´m Bögel. |                                                                  |
| Am Ruhmbach          | 890                                                  | Ruhmbach, Nebenfluss der Ruhr                                | vor 1936            | Neben dem Gewässernamen finden sich zudem im Flurbuch von 1826 die Flurnamen Rumsbeck und In der Rumsbeckswies. Die Straße Am Ruhmbach verläuft von der Raadter Straße in einem westlichen Bogen auf die Straße Neulengrund. |                                                                  |
| Am Streifen          | 150                                                  | Streifen, Flurname                                           | 18. Sep. 1974       | Die Straße Am Streifen verbindet in einem westlichen Winkel die Straße Berghausbusch mit der Straße Im Schlagholz. |                                                                  |
| Am Treppchen         | 620 (im Stadtteil)                                   | Lagebezeichnung, Gefälle im Gelände                          | 13. Okt. 1953       | 1918 erscheint der Name Am Treppchen erstmals in den Katasternachweisen. In der Begründung der Namensgebung von 1953 heißt es: Von der Anlage des Flughafens fiel das Gelände zum Hof Mühlendyk hin stark ab. Der Höhenunterschied wurde durch eine Treppe, die sich am Anfang der Straße an der Lilienthalstraße befand, überwunden. Die Straße Am Treppchen führt von der Lilienthalstraße in östlicher Richtung, unterquert dann die Bundesautobahn 52 und führt weiter in Schuir auf die Meisenburgstraße. |                                                                  |
| Am Wünnesberg        | 670                                                  | Wünnesberg, Flurname                                         | 8. Sep. 1959        | In der Mutterrolle von 1866 tritt die Form Am Wünnesberg auf, obwohl man davon ausgeht, dass die korrekte Schreibweise Winnesberg sein dürfte. Es gab auch den Kotten Winnesberg, der kurze Zeit im Besitz der Familie Winner(s)berg war. Hermann Winnersberg erwarb ihn 1828 mit einer Größe von 25 Morgen von Wilhelm Schaepermann und den Eheleuten Lehnhoff. 1842 veräußerte er ihn weiter an die Eheleute von der Brüggen. Die Straße Am Wünnesberg zweigt östlich des Tommeswegs ab und führt nach einem südöstlichen Bogen weiter nach Norden und wieder auf den Tommesweg zurück. |                                                                  |
| Auf der Fuchskaul    | 210 (ohne Stichstraßen)                              | Fuchskaul, Flurname                                          | 11. Dez. 1959       | In der Mutterrolle von 1866 ist Johann Heinrich Bögel als Besitzer auf der Fuchskuhle genannt. Die Straße Auf der Fuchskaul verbindet die Straße Am Brönngen mit dem Kirschbaumsweg. |                                                                  |
| Auf´m Bögel          | 420 (ohne Stichstraßen)                              | Bögel, Kotten- und Flurname                                  | 11. Dez. 1931       | In der Mutterrolle von 1867 ist der Flurname Auf´m Bögel erwähnt. Es gab auch einen Kotten mit diesem Namen. Die Straße Auf´m Bögel verbindet die Straße Hatzbeeker Mark mit der Raadter Straße. |                                                                  |
| Auf´m Bruch          | 200                                                  | Auf´m Bruch, Flurname                                        | 28. Jan. 1957       | Im Flurbuch von 1826 ist der Flurname Auf´m Bruch erwähnt. In der Mutterrolle von 1867 tritt die Schreibweise Aufm Broich auf. Die Straße Auf´m Bruch verbindet die Straße Auf´m Dörnchen mit dem Gockelweg. |                                                                  |
| Auf´m Dörnchen       | 260                                                  | Auf´m Dörnchen, Flurname                                     | 12. Feb. 1931       | Im Flurbuch von 1826 ist der Flurname Aufm Dörngen erwähnt. In der Mutterrolle von 1867 treten die Schreibweisen Aufm Dörnchen und Am Dörnchen auf. Die Straße Auf´m Dörnchen verbindet den Sonnenscheinsweg mit der Raadter Straße. |                                                                  |
| Auf´m Gartenstück    | 340                                                  | Auf´m Gartenstück, Flurname                                  | 24. Sep. 1923       | In der Mutterrolle von 1867 tritt die Schreibweise Auf´m Gartenstück auf. Zudem gibt es die entstellte Form als Quakenstück. Die Straße Auf´m Gartenstück verbindet den Harscheidweg mit der Humboldtstraße. |                                                                  |
| Auf´m Keller         | 390 (ohne Stichstraßen)                              | Keller, Hofname                                              | 20. Okt. 1971       | Die Aufsitzer des Hofs waren Schmiedehandwerker, die eine nahegelegene Schmiede zwischen der Mitte des Dreißigjährigen Kriegs bis zum Beginn des Zweiten Weltkriegs betrieben. Der Hof selbst wurde als Fängershof bezeichnet, siehe Fängershofstraße. Die Straße Auf´m Keller führt vom Harscheidweg in südlicher Richtung und dann nach Norden auf die Straße Auf´m Gartenstück. |                                                                  |
| Berghausbusch        | 190                                                  | Berghaus, Familienname                                       | 11. Dez. 1974       | Der größte Teil der Parzellen, auf denen die Straße Berghausbusch angelegt ist, gehörte 1795 Jan Hendrich Berghaus († 1808), der auch Schmidt im Busch genannt wurde. Die Straße Berghausbusch verbindet den Tommesweg mit der Straße Im Schlagholz. |                                                                  |
| Berghausweg          | 210                                                  | Berghaus, Familienname                                       | 11. Dez. 1974       | Der größte Teil der Parzellen, auf denen der Berghausweg angelegt ist, gehörte 1795 Jan Hendrich Berghaus († 1808), der auch Schmidt im Busch genannt wurde. Der Berghausweg zweigt in einem östlichen Bogen von der Straße Berghausbusch ab und führt wieder auf diese zurück. |                                                                  |
| Birkmannsweg         | 760 (ohne Stichstraßen)                              | Birkmann, Hofname                                            | 14. Mai 1914        | Der Hof Birkmann, dessen erste urkundliche Erwähnung sich im Jahr 1215 findet, gehörte ursprünglich zum Haus Stein. 1765 wurde er von Henrich Birkmann und seiner Ehefrau Gertrud geborene Hölters für 2750 Reichstaler von der Besitzerin des Hauses Stein erworben. 1922 ging der 101 Morgen große Hof, der seit dem Dreißigjährigen Krieg über die männliche Folge vererbt wurde, in das Eigentum der Stadt Essen über. Johannes Birkmann bewirtschaftete den Hof als letzter Besitzer bis 1951. Der Birkmannsweg zweigt südlich der Hatzper Straße ab und endet westlich als Sackgasse. | Birkmannsweg, Haus Stein                                         |
| Brökelwende          | 150                                                  | Am Brökel, Flurname                                          | 15. Juli 1957       | Zum Flurnamen treten die Schreibweisen Am Brökel und Bröckel auf. Die Bezeichnung Wende deutet darauf hin, dass die Straße als Stichstraße endet. Die Straße Brökelwende ist eine südliche Stichstraße der Straße Im Siepen. |                                                                  |
| Dellberg             | 140                                                  | Dellberg, Flurname                                           | vor 1914            | Die Straße Dellberg ist eine nördliche Stichstraße der Raadter Straße. |                                                                  |
| Eichholzhof          | 350 (ohne Stichstraßen)                              | Eichholzhof, Hofname                                         | 20. Dez. 2005       | Auf dem Gelände der 2005 angelegten Straße lag der 1215 erstmals urkundlich erwähnte Eichholzhof. Als der Hof an die Stadt Essen verkauft wurde, hieß dessen Besitzer Rottmann, der seinen Stammhof an der Stelle des heutigen Marie-Juchacz-Heims an der Straße Auf´m Bögel hatte. Später befand sich auf dem Gebiet des einstigen Eichholzhofs bis etwa 2002 eine Stadtgärtnerei. Die Straße Eichholzhof zweigt südlich der Straße Rottmannshof ab und führt, nach Abzweig mehrerer Stichstraßen, wieder auf diese zurück. |                                                                  |
| Erbach               | 2.158,54 m² (zentrale Hauptampelkreuzung)            | Haus Erbach, Gaststätte                                      |                     | Erbach ist der Name der zentralen Hauptampelkreuzung. Einst gehörte der Familie Erbach das Gelände um die Kreuzung herum und sie betrieben dort die Gaststätte Haus Erbach, die zusammen mit einer eigenen Hufschmiede zur Keimzelle des Stadtteils wurde. 2019 wurde die Gaststätte endgültig geschlossen, der Name Erbach blieb aber für die Kreuzung erhalten. | Kreuzung Erbach                                                  |
| Eststraße            | 3210 (alle Straßenabschnitte zusammen)               | Este, Flurname                                               | 10. Mai 1914        | Die alte Schreibweise ist Hespede. Im Register der Pacht- und Rentengüter des Stifts Werden aus den Jahren 1474 bis 1477 steht: In den Hof Dahl ist zehntpflichtig Johan to Walney van einem stuck landtz gnant dat Walneyer Este. Die Eststraße befindet sich weit verzweigt im südlich Bereich von Haarzopf. Sie zweigt östlich der Straße Neulengrund ab, quert die Raadter Straße und führt weiter nach Osten, wobei ein Stück nach Süden abzweigt und auf die Alte Raadter Straße trifft. Vom östlichen Verlauf biegt die Eststraße grob nach Süden ab, wobei ein westlicher Abzweig auch auf die Alte Raadter Straße und ein östlicher Zweig auf die Straße Am Treppchen stößt. Hier verlief sie bis 1967, als die Bundesautobahn 52 gebaut wurde, in südlicher Richtung weiter nach Schuir. |                                                                  |
| Fängershofstraße     | 290                                                  | Fängershof, Hofname                                          | um 1932             | Beim Fängershof handelt es sich um den alten Hof Schmitten mit erstmaliger urkundlicher Erwähnung im Jahr 1611. 1721 war Jörg am Keller in der Schmitten Vorsteher der Bauerschaft. Mitglieder seiner Familie waren über Jahrhunderte Hufschmiede. 1710 wurde ein Kotten neben der Schmiede errichtet, der später von einem Sohn der nun so genannten Familie Kellermann bewohnt wurde. 1854 kam der Kotten durch Einheirat an Jakob Fänger, der fortan dem Hof seinen Namen gab. Der im Laufe der Zeit auf 115 Morgen Größe angewachsene Hof wurde 1912 durch Hermann Fänger an die Essener Boden-Aktiengesellschaft verkauft. Die Stadt Essen erwarb ihn 1922, wobei die Familie Fänger ihn als Pächter bewirtschaftete. In den 1930er Jahren wurden die Wirtschaftsflächen des Hofes für Wohnbebauung genutzt. Die Gebäude wurden 1968 nach dem Tod des letzten Aufsitzers niedergelegt. Die Fängershofstraße stellt eine Verbindung der Straße Neulengrund und dem westlichen Bogen der Straße Am Ruhmbach her. |                                                                  |
| Föhrenweg            | 290                                                  | benachbarte Kiefern (Föhren)                                 | 21. Sep. 1955       | Der Föhrenweg ist nach den Föhren im benachbarten Schlinghoffschen Park benannt. Der Föhrenweg verbindet den Birkmmansweg mit der Straße Hartzbeeker Mark. |                                                                  |
| Folkersbeck          | 410                                                  | Folkersbeck, Flurname                                        | 17. Sep. 1924       | Die Schreibweisen Volkersbeck und Folkersbeck sind beide im Flurbuch von 1826 genannt. Im Lagerbuch der Lehengüter der Abtei Werden findet sich die Form Folkersbeck, beispielsweise beim Haus Stein, Abspliss desselben; Ein Busch genannt die Folkersbeck von vier Morgen Land. Die Straße Folkersbeck zweigt vom Tommesweg nach Norden ab und endet nach Querung der Straße Milkdelle als Sackgasse. |                                                                  |
| Fulerumer Straße     | 900 im Stadtteil                                     | Fulerum, Nachbarstadtteil                                    | 12. Sep. 2006       | Nach der Eingemeindung des östlichen Teils der ehemaligen Bauernschaft Fulerum, die bis dahin zur Bürgermeisterei Heißen gehörte, wurde am 1. Oktober 1920 in Fulerum die alte Bülowstraße zur Fulerumer Straße. Die Fulerumer Straße kommt aus dem nördlichen Nachbarstadtteil Fulerum und wurde 2006 in Haarzopf östlich parallel der Humboldtstraße bis zur Kreuzung Erbach durchstreckt, und entlastet seitdem die Anwohner der Humboldtstraße. Die Fulerumer Straße ist jetzt Teil der Landesstraße L64, die in südlicher Richtung über die Raadter Straße weiterführt. | Kreuzung Erbach, Fulerumer Straße von unten rechts kommend       |
| Gockelweg            | 630                                                  | Gockel in Gockel, Hinkel und Gackeleia                       | 15. Juli 1954       | Eigentlich gehört der Gockelweg zur Namensgruppe in einer Wohnsiedlung im Westen von Haarzopf, südlich der Hatzper Straße, in der die Straßen nach Tieren aus dem Epos Reineke Fuchs von Johann Wolfgang von Goethe gebildet wurden. Versehentlich kam der Gockelweg dazu, der sich an das Märchen Gockel, Hinkel und Gackeleia von Clemens Brentano anlehnt. Der Gockelweg verbindet den Harscheidweg mit der Raadter Straße; bis zum 26. November 1976 endete sie bereits am Sonnenscheinsweg und wurde dann verlängert. |                                                                  |
| Grimbartweg          | 330                                                  | Grimbart der Dachs, Fabelwesen in Goethes Epos Reineke Fuchs | 13. Okt. 1953       | In einer Wohnsiedlung im Westen von Haarzopf, südlich der Hatzper Straße, wurden die Straßen nach Tieren aus dem Epos Reineke Fuchs von Johann Wolfgang von Goethe gebildet. Der Grimbartweg verbindet den Harscheidweg mit dem Sonnenscheinsweg. |                                                                  |
| Harscheidweg         | 1800                                                 | Am Harscheid, Flurname                                       | 10. Mai 1914        | Im Flurbuch von 1826 ist der Name Am Haarscheid für eine Flur belegt, sowie in der Mutterrolle von 1866 Am Harscheid. Der Harscheidweg bildet von der Humboldtstraße bis zur Straße Auf´m Keller die Grenze zum Nachbarstadtteil Fulerum. Im weiteren Verlauf nach Südwesten bildet sie die Grenze zwischen Haarzopf und Mülheim an der Ruhr, bis sie auf die Straße Neulengrund stößt. |                                                                  |
| Hartzbeeker Mark     | 340                                                  | Hartzbeeker Mark, Flurname                                   | 5. Juni 1934        | In einer Karte über das Stift Werden aus dem Jahr 1582 ist der Flurname Hartzbeeker Mark eingetragen. Die Straße Hartzbeeker Mark, die zuvor seit 1914 Teil des Tommeswegs war, verbindet die Straße Am Haus Stein mit der Hatzper Straße. |                                                                  |
| Hatzper Straße       | 1710 (im Stadtteil)                                  | Lagebezeichnung, Ableitung von Haarzopf                      | 9. Juli 1915        | Hatzper ist eine alte Form von Hartzappe/Haarzopf. Dabei heißt Appe (eigentlich Apa) „fließendes Gewässer“. Von einigen Sprachwissenschaftlern wird Hartz als „Hirsch“ oder „Wald“ interpretiert. Demnach könnte man Hartzappe als Waldbach oder Hirschbach übersetzen, und es wird vermutet, dass Hirschbach der Bach hieß, der heute durch Haarzopf fließt und Steinbach heißt. Die Hatzper Straße, die zuvor Haarzopfer Straße und ursprünglich Velauer Straße hieß, kommt aus dem Nachbarstadtteil Schuir und quert Haarzopf in nordwestlicher Richtung bis zur Stadtgrenze nach Mülheim an der Ruhr. Dabei ist sie im gesamten Verlauf Teil der Landesstraße L132. | Kreuzung Erbach, Hatzper Straße von rechts oben nach links unten |
| Henningweg           | 450                                                  | Henning, Gestalt aus Goethes Epos Reineke Fuchs              | 13. Okt. 1953       | In einer Wohnsiedlung im Westen von Haarzopf, südlich der Hatzper Straße, wurden die Straßen nach Tieren aus dem Epos Reineke Fuchs von Johann Wolfgang von Goethe gebildet. Der Henningweg verbindet die Straße Im Siepken mit dem Grimbartweg. |                                                                  |
| Humboldtstraße       | 810 (im Stadtteil)                                   | Zeche Humboldt                                               | 21. Nov. 1911       | Die Humboldtstraße ist nach der Steinkohlenzeche Humboldt benannt, die ihren Namen nach Alexander von Humboldt erhielt. Sie ist 1869 aus der Konsolidierung der Felder Hammelsbeck, Sonderwerk, Hoppenkuhle, Rettelstruckerstollen, Gitzkiel, Robert, Adele und Vereinigte Drei entstanden. 1929 wurde die Förderung Zeche Humboldt eingestellt und die Grubenfelder durch die Zeche Rosenblumendelle abgebaut. Die Humboldtstraße führt, von Norden aus dem Nachbarstadtteil Fulerum kommend, nahe der Kreuzung Erbach auf die Fulerumer Straße. |                                                                  |
| Im Schlagholz        | 450                                                  | Im Schlagholz, alte Lagebezeichnung                          | 18. Sep. 1974       | Die Straße Im Schlagholz zweigt südlich vom Tommesweg ab, knickt dann in östlicher Richtung ab und endet nach der Straße Berghausbusch als Sackgasse. |                                                                  |
| Im Siepken           | 620                                                  | Lage im Siepental                                            | 9. Juli 1915        | Die Straße Im Siepken verbindet die Straße Neulengrund in einem nördlichen Bogen mit der Raadter Straße. |                                                                  |
| Isegrimweg           | 250                                                  | Isegrim der Wolf, Fabelwesen in Goethes Epos Reineke Fuchs   | 13. Okt. 1953       | In einer Wohnsiedlung im Westen von Haarzopf, südlich der Hatzper Straße, wurden die Straßen nach Tieren aus dem Epos Reineke Fuchs von Johann Wolfgang von Goethe gebildet. Der Isegrimweg führt vom Grimbartweg zum Gockelweg und endet danach als Sackgasse. |                                                                  |
| Kirschbaumsweg       | 430                                                  | Kirschbaum, Name eines Kottens                               | 11. Mai 1914        | Johann Kirchbaum stammte vermutlich vom Kersebaumshof in Rüttenscheid. Er erwarb am 22. November 1797 zusammen mit seiner Ehefrau Elisabeth geborene Burgardt von den Eheleuten Heinrich und Elisabeth Boverman geborene von Scheidt sechs Morgen Land für 800 Reichstaler. Sie errichteten darauf einen Kotten, der durch Übertragungsvertrag vom 9. August 1839 an den Eigentümer und Rademacher Johann Kirschbaum jun. überging und durch seine Zukäufe vergrößert wurde. Sein Sohn Johann Kirschbaum (1844–1921) war Bauer, Holzhändler und Ziegeleibesitzer. Der letzte Bauer namens Johann Kirschbaum starb 1935. Der Kirschbaumsweg führt von der Hatzper Straße in nordöstlicher Richtung und endet nach der Straße Auf der Fuchskaul als Sackgasse. |                                                                  |
| Lilienthalstraße     | 1250 (im Stadtteil)                                  | Otto Lilienthal, Luftfahrtpionier                            | 13. Juni 1932       | Die Lilienthalstraße, die ursprünglich Werdener Weg hieß, führt von Mülheim an der Ruhr östlich um den Flughafen Essen/Mülheim herum und in südlicher Richtung weiter in den Nachbarstadtteil Schuir. Dabei ist sie Teil der Landesstraße L442. |                                                                  |
| Milkdelle            | 350                                                  | Milkdelle, alter Flurname                                    | 10. Jan. 1929       | Die Straße Milkdelle verbindet die Straße Am Brönngen in einem nördlichen Winkel mit dem Tommesweg. |                                                                  |
| Neulengrund          | 750                                                  | Neulen, Hofname                                              | 3. Okt. 1932        | Das ursprüngliche Lehngut Neulen (es gibt auch die Schreibweisen Noelen und Nolden) wurde am 26. Januar 1467 mit Johann von Schüren, Kanoniker zu Essen, als Nachfolger von Hermann Höfken belehnt. Ludolf Georg von Boenen zu Oberhausen beantragte 1644 die Belehnung mit dem Gut. Am 10. Juli 1794 erwarben die Eheleute Röttger Neulen (auch Rutger Nolden) und Catharina geborene Neuhaus den Hof für 2500 Reichstaler vom Grafen von Westerholt. Rutger Nolden wurde am 3. Mai 1795 mit dem 179 Morgen großen Hof belehnt, dessen Nachfolger sein Sohn Hermann Neulen wurde. Die Straße Neulengrund führt vom südlichen Ende des Harscheidwegs in südöstlicher Richtung zur Straße Am Ruhmbach. |                                                                  |
| Norbertstraße        | 290 (im Stadtteil)                                   | Norbert, männlicher Vorname                                  | 25. Mai 1906        | Die Benennung nach einem Vornamen erfolgte durch den Rüttenscheider Beschluss von 1895. Die Norbertstraße, die zuvor Nikolausstraße und kurzzeitig Nicodemusstraße hieß, war ursprünglich Teil eines alten Handelsweges von Essen über Rüttenscheid nach Kettwig. Die Norbertstraße führt aus Rüttenscheid kommend parallel zur Bundesautobahn 52 als Landesstraße L176 und bildet dabei die Grenze zwischen der Margarethenhöhe und Bredeney, dann verläuft sie weiter nach Schuir und Haarzopf. |                                                                  |
| Raadter Straße       | 1600                                                 | ehemalige Gemeinde Raadt                                     | 21. Nov. 1911       | Raadt gehörte nach der Auflösung des Landkreises Mülheim an der Ruhr 1910 vorübergehend zum Landkreis Essen und wurde 1920 in die Stadt Mülheim an der Ruhr eingemeindet, in der sie heute zum Stadtteil Menden-Holthausen gehört. Die Raadter Straße verbindet von der Kreuzung Erbach an, die Fulerumer Straße nach Süden verlängernd, mit der Lilienthalstraße. Sie ist dabei Teil der Landesstraße L64. | Ev. Kirche Haarzopf, Raadter Straße                              |
| Reineke-Fuchs-Straße | 344                                                  | Goethes Epos Reineke Fuchs                                   | 13. Okt. 1953       | In einer Wohnsiedlung im Westen von Haarzopf, südlich der Hatzper Straße, wurden die Straßen nach Tieren aus dem Epos Reineke Fuchs von Johann Wolfgang von Goethe gebildet. Zu diese Namensgruppe gehört auch die Reineke-Fuchs-Straße selbst. Die Reineke-Fuchs-Straße führt von der Hatzper Straße zum Gockelweg und endet danach als Sackgasse. |                                                                  |
| Roßkothenweg         | 1690 (im Stadtteil, alle Straßenabschnitte zusammen) | Roßkothen, Bauerschaft und Lehngut                           | 16. Apr. 1975       | Roßkothen war der Name einer Bauerschaft. In einem Lehngüterverzeichnis aus der Zeit des Werdener Abts Adolf III. von Spiegelberg (etwa 1412) ist erwähnt, dass Johannes Luttelnou cum duobus bonis in Roskothen belehnt. Gemeint sind wohl die späteren Höfe Klein- und Groß-Roßkothen, die Güter der abteilich-werdenschen Lehnkurie waren. Letztbelehnter von Klein-Roßkothen war 1796 Hermann Kleine Roßkothen, von Groß-Roßkothen war es 1798 Wilhelm Groß Roßkothen. In der Mutterrolle von 1826 ist Johann Mühlendieck Besitzer des 147 Morgen großen Hofs Groß-Roßkothen und Hermann Roßkothen der Kleine Besitzer des 90 Morgen großen Hofs Klein-Roßkothen. Der Roßkothenweg, ursprünglich Roßkothen genannt, zweigt südwestlich der Lilienthalstraße ab und führt mit einigen Abzweigungen teils nach Mülheim an der Ruhr oder bildet die Grenze zur Nachbarstadt. | Hof Mühlendyk am Roßkothenweg                                    |
| Rottmannshof         | 300                                                  | Rottmann, Name eines Kottens                                 | 16. Dez. 1975       | Der Rottmannshof wurde 1960/61 zur Anlage der Stadtgärtnerei von der Stadt Essen erworben, wobei es sich um den Eichholzhof handelte, in den 1886 Wilhelm Rottmann eingeheiratet hatte. Der Rottmanns-Kotten scheint seinen Ursprung im Dreißigjährigen Krieg zu haben. Die Besitzer des Hauses Stein verpachteten ihn 1695. Im Jahr 1811 erwarb Henrich Birkmann (genannt Rottmann) den rund sechs Mülheimer Morgen großen Kotten von den Haarzopfer Nachbarn. Bis 1963 war der Kotten noch bewohnt und wurde dann zur Anlage eines Seniorenheims abgerissen. Die Straße Rottmannshof verbindet die Straße Eichholzhof mit der Raadter Straße. | Rottmannshof, Naturdenkmal Blutbuche                             |
| Schlingmannsweg      | 410                                                  | Schlingmann, Grundbesitzer                                   | 10. Mai 1915        | Die Schlingmanns waren Haarzopfer Grundeigentümer. In der Mutterrolle von 1866 ist der Tagelöhner Hermann Schlingmann als Besitzer eines Grundstückes an der späteren Humboldtstraße 239 genannt, dass 82 Ar und 18 Quadratmeter Größe besaß. Der Schlingmannsweg zweigt südöstlich der Humboldtstraße ab und führt zur Straße Stubertal, nach der er als Sackgasse endet. |                                                                  |
| Sonnenscheinsweg     | 700                                                  | Sonnenschein, Name eines Kottens                             | 10. Mai 1914        | Der Kotten Sonnenschein wird in einem Rauchhühnerverzeichnis von 1648 erwähnt. Er war nach der Haarzopfer Markenordnung von 1677 gemeinsamer Besitz alter Markenerben. Hermann Mühlendyck erwarb den Kotten von Wilhelm Neulen genannt Sonnenschein (* 1807). Mühlendycks Schwiegersohn Wilhelm Birkmann erhielt ihn später. Schließlich erwarb die Stadt Essen den Kotten. Der Sonnenscheinsweg führt von der Straße Auf´m Dörnchen in südlicher Richtung zur Straße im Siepken und endet danach als Sackgasse. |                                                                  |
| Spielkampshof        | 110 (im Stadtteil)                                   | Spielkampshof, Hofname                                       | 20. Feb. 1963       | Der Hof Spielkamp hieß ursprünglich Kreuzenbeck. 1648 werden im Rauchhühnerverzeichnis die drei Kotten Bernt in der Creutzbeck, dessen Tochtermann und Karst in der Crützbeck erwähnt, die später als Ober-, Mittel- und Unter-Kreuzenbeck bekannt waren. Ober-Kreuzenbeck wurde 1823 versteigert und von den Eheleuten Johann Fürkotten und Elisabeth Oberbannscheid erworben. Der Weber Fürkotten starb früh, so dass seine Witwe den Holzschuhmacher Hermann Spielkamp heiratete. Den Kotten Mittel-Kreuzenbeck erwarb Heinrich Unterkreutzenbeck 1850. Nachkommenlos setzte er seinen Nachbarn Spielkamp als Erben ein. Dieser trat den Besitz 1877 an, zog in den Kotten Unter-Kreuzenbeck und ließ die beiden anderen Kotten abreißen. Seitdem wurde der Hof als Spielkampshof bezeichnet. Auf den Ländereien des Hofs wurde die Wohnsiedlung Am Wünnesberg erbaut. Die Straße Spielkampshof führt vom Nachtigallental in den Nachbarstadtteil Margarethenhöhe.                                               |                                                                  |
| Spielkampsweg        | 380                                                  | Spielkampshof, Hofname                                       | 10. Mai 1914        | Zur Hofgeschichte siehe Spielkampshof. Der Spielkampsweg ist eine nördliche Stichstraße der Hatzper Straße. | Spielkampsweg 30                                                 |
| Steins Feld          | 230                                                  | Steins Feld, Flurname                                        | 5. Juli 1950        | Die Benennung erfolgte nach dem zum Haus Stein gehörigen Feld. Im Flurbuch von 1826 ist Hermann Eichholz als Besitzer von Ackerland im Steinsfeld erwähnt. Die Straße Steins Feld verbindet die Straße Hartzbeeker Mark mit der Straße Am Haus Stein. |                                                                  |
| Stubertal            | 240 (im Stadtteil)                                   | Stubertal, Flurname                                          | 5. Juni 1934        | In einer Karte des Stifts Werden von 1582 wird der Flurname Stubertal genannt. Am 20. September 1972 wurde die Verbindung in Haarzopf zwischen Schlingmannsweg und Fulerumer Straße der aus Fulerum kommenden Straße Stubertal zugeordnet. Zuvor war dieses Teilstück einmal Teil der Bethelstraße. |                                                                  |
| Tersteegenweg        | 210                                                  | Gerhard Tersteegen, Laienprediger und Schriftsteller         | 12. Nov. 1934       | Der Tersteegenweg verbindet die Straße Auf´m Dörnchen mit dem Gockelweg. |                                                                  |
| Tommesweg            | 980                                                  | Tommes, Name eines Kottens                                   | 10. Mai 1914        | Der Tommes-Kotten wird in einem amtlichen Verzeichnis um das Jahr 1820 in den Schreibweisen Thomas, Tommes und Tummes genannt. 1806 erwarben die Eheleute Wilhelm Tummes und Margaretha geborene Berghaus von Heinrich Bovermann mehrere Grundstücke mit Haus, Garten und Ackerland. Nach einigen Jahren hatten sie ihren Besitz auf 27 mülheimische Morgen vergrößert. 1857 erwarben die Eheleute Hermann Pothmann und Gertrud geborene Tommes von den Erben Tommes den Besitz. 1868 übertrugen sie ihn auf ihren Sohn Hermann Pothmann. Von dessen Erben ging der Besitz 1872 auf die Eheleute Ackerwirth Hermann Burghardt und Gertrud geborene Pothmann über. Der Ökonom Theodor Pörting erwarb 1877 den größten Teil dieser Besitzung. Der Tommesweg zweigt nördlich der Hatzper Straße ab und führt nach einem Linksknick ins Nachtigallental. | Tommesweg, Christus König                                        |

## Liste ehemaliger Straßennamen
Die Liste ehemaliger Straßennamen erhebt keinen Anspruch auf Vollständigkeit.
| Name              | von           | bis           | umbenannt in (aktuell)                 | Herleitung                                       | Bemerkungen |
| ----------------- | ------------- | ------------- | -------------------------------------- | ------------------------------------------------ | --- |
| Bethelstraße      | vor 1927      | nach 1983     | → Stubertal                            |                                                  | Ursprünglich war die Bethelstraße eine südliche Stichstraße der Humboldtstraße. Später wurde sie mit der Straße Stubertal verbunden und nach 1983 ihr Name aufgehoben. |
| Haarzopfer Straße | 21. Nov. 1911 | 9. Juli 1915  | → Alte Hatzper Straße → Hatzper Straße | Straße durch Haarzopf                            | Die Haarzopfer Straße war zuvor Teil der Velauer Straße, die in ihrem weiteren Verlauf in Mülheim an der Ruhr noch heute diesen Namen trägt.                           |
| Nicodemusstraße   | 26. Jan. 1906 | 25. Mai 1906  | → Norbertstraße                        |                                                  | Zuvor hieß die Straße Nikolausstraße. |
| Nikolausstraße    | 6. Sep. 1897  | 26. Jan. 1906 | → Norbertstraße                        | Nikolaus, männlicher Vorname                     | Die Benennung nach einem Vornamen erfolgte durch den Rüttenscheider Beschluss von 1895.                                                                                |
| Roßkothen         |               | 16. Apr. 1975 | → Roßkothenweg                         | Roßkothen, Bauerschaft und Lehngut               | |
| Velauer Straße    |               | vor 1911      | → Alte Hatzper Straße → Hatzper Straße | Schacht der Zeche Wiesche in Mülheim an der Ruhr | Die Velauer Straße trägt in ihrem weiteren Verlauf in Mülheim an der Ruhr noch heute diesen Namen.                                                                     |
| Werdener Weg      |               | 13. Juni 1932 | → Lilienthalstraße                     | Weg Richtung Werden                              | |